# أل غرين (مصارع محترف)
أل غرين (بالإنجليزية: Al Green)‏ هو مصارع محترف أمريكي، ولد في 15 أكتوبر 1955 في تامبا في الولايات المتحدة، وتوفي في 14 يونيو 2013 بسبب داء الانسداد الرئوي المزمن.

## وصلات خارجية
- أل غرين على موقع WrestlingData.com (الإنجليزية)
- أل غرين على موقع CageMatch worker (الإنجليزية)
- أل غرين على موقع عالم المصارعة على الإنترنت (الإنجليزية)
- أل غرين على موقع عالم المصارعة على الإنترنت (الإنجليزية)
- أل غرين على موقع IMDb (الإنجليزية)